# 上线时间
上线时间（Uptime）是指某时间段内计算机或通信系统正常工作的总时长。 与上线时间相反的是宕机时间或下线时间（Downtime），宕机时间是指某时间段内计算机或通信系统不能正常工作宕机的总时长。上线时间是用来衡量计算机或通信系统稳定性的重要指标之一。
根据某时间段内系统的上线时间，我们可以计算出系统的在该时间段内的上线率。上线率是一个百分数，其具体的计算方法是：{\displaystyle R_{u}={T_{u} \over T_{t}}*100\%}，其中，{\displaystyle R_{u}}是上线率，{\displaystyle T_{u}}是上线时间，{\displaystyle T_{t}}是总时间区间。和上线时间相比，上线率往往能够更加直观的表现出系统的稳定程度来。
有时候，计算机和通信系统的上线时间是以“9”的个数来衡量的。比如“五个9”是指99.999%的上线率，也就是说99.999%的时间系统都是正常工作的，亦即该系统在1年时间内，只有少于5分15秒的时间不能正常工作。
| 上线率  | 每天       | 每月     | 每年     |
| ------- | ---------- | -------- | -------- |
| 99.999% | 00:00:00.9 | 00:00:26 | 00:05:15 |
| 99.99%  | 00:00:09   | 00:04:23 | 00:52:36 |
| 99.9%   | 00:01:26   | 00:43:50 | 08:45:57 |
| 99%     | 00:14:24   | 07:18:17 | 87:39:30 |

Unix操作系统提供一个uptime命令。执行该命令将会显示出系统的当前时间、上线时间、当前的用户数量以及过去1、5、15分钟内的系统负荷。下面是一个在Unix系统上运行uptime命令的实例： 
```
$ uptime
10:52PM  up 1337 days,  7:45, 3 users, load averages: 0.21, 0.24, 0.23
```